# Грунтоведение
Грунтоведение (от рус. грунт и ведать) — раздел инженерной геологии, наука о грунтах. Научное направление исследующее состав, состояние, строение и свойства грунтов и сложенных ими грунтовых толщ (тел или массивов), закономерности их формирования и пространственно-временного изменения под воздействием современных и прогнозируемых геологических процессов, формирующихся в ходе развития земной коры под влиянием совокупности всех природных факторов и в связи с инженерно-хозяйственной, прежде всего инженерно-строительной деятельностью человечества".

## Объект и предмет
Объектом изучения грунтоведения являются любые грунты — горные породы, почвы, осадки, антропогенные образования, слагаемые ими грунтовые толщи (массивы) верхней части земной коры.
Предметом исследования грунтоведения являются знания о грунтах, их составе, состоянии, строении и свойствах, закономерностях их формирования и пространственно-временного изменения.

## История
Предыстория грунтоведения — период накопления первоначальных знаний о грунтах, выработки терминологии, поиска методов изучения грунтов. В этом периоде появился термин «грунт», которому однако ещё не было дано научное определение. Этот термин использовался русскими и немецкими строителями ещё во времена Петра I. Широко использовал этот термин в своих трудах и М. В. Ломоносов.
Первый этап развития грунтоведения охватывает конец первой четверти XX в. и вторую четверть XX в. и характеризуется тем, что на этом этапе грунтоведение оформилось как научное направление инженерной геологии. В СССР грунтоведение возникло благодаря запросам дорожного, гидротехнического и промышленного строительства. В 1923 г. в Ленинграде было создано Дорожно-исследовательское бюро, в котором под руководством Н. И. Прохорова, П. А. Земятченского и Н. Н. Иванова стали заниматься исследованием почв и осадочных горных пород для целей дорожного строительства. К работе бюро были привлечены многие почвоведы, многие из которых впоследствии стали известными грунтоведами. Так возникло «дорожное грунтоведение», впоследствии называвшееся просто — грунтоведение.
Большой вклад в развитие грунтоведения на этом этапе внесли такие ученые, как П. А. Земятченский, М. М. Филатов, В. В. Охотин, В. А. Приклонский, Б. М. Гуменский, И. В. Попов, С. С. Морозов и др. В 1930 г. П. А. Земятченский основал в Ленинградском университете (ныне СПбГУ) первую в России кафедру грунтоведения и возглавлял её до 1934 г. В 1938 г. в Московском университете М. М. Филатов основал и возглавил кафедру грунтоведения и инженерной геологии. В стране началась подготовка дипломированных грунтоведов.
Второй этап развития грунтоведения — середина — конец XX в. Он характеризуется бурным развитием грунтоведения, что было обусловлено появлением новых методик, методов и высокоточной аппаратуры, применяемых для исследования грунтов (электронная микроскопия, рентгеновские, термические методы и др.). Это позволило анализировать грунты от микроуровня до массива. Расширился фронт региональных исследований грунтов по всей территории СССР, были получены новые данные о ранее не изученных грунтах. В этот период большой вклад в развитие методологии грунтоведения внесли работы Е. М. Сергеева, В. А. Приклонского, И. М. Горьковой, В. Д. Ломтадзе, В. Т. Трофимова и др.
Третий этап развития грунтоведения — конец ХХ в — ныне.